# Фельдберг

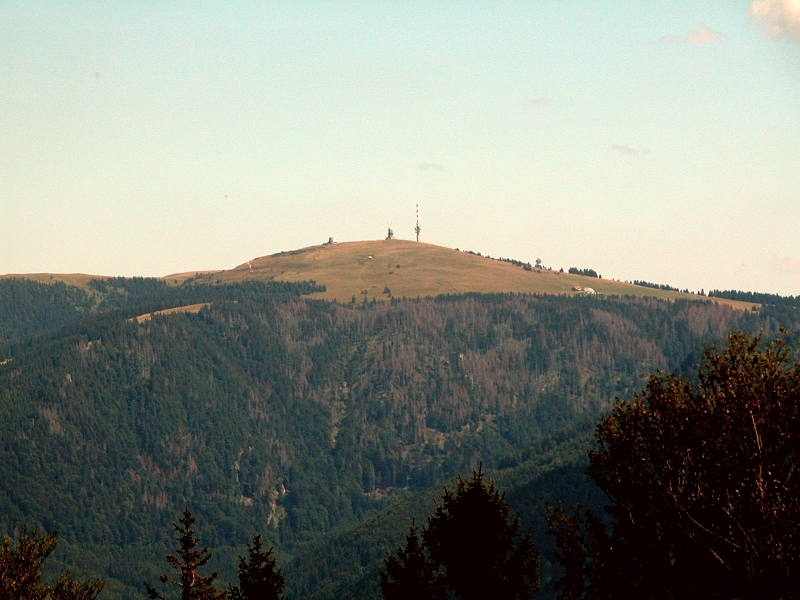
Фельдберг

Фе́льдберг (нем. Feldberg) — высочайшая горная вершина Шварцвальда, высотой 1493 метра. Является также высочайшей точкой Германии после Альп. Расположена к юго-востоку от Фрайбурга в федеральной земле Баден-Вюртемберг.

## География
Вокруг Фельдберга расположены коммуны Хинтерцартен (севернее), Титизе-Нойштадт (на востоке), Менценшванд и Бернау (южнее) и Тодтнау (на юго-западе). К юго-западу от вершины идёт плато, достигающее вершины Зебук, высотой 1448 м. Далее на северо-восточном направлении находится глубокая долина, в которой на высоте около 1000 метров над уровнем моря расположено ледниковое озеро Фельдзе. Также недалеко от Фельдберга расположены долины: северо-западнее — Цастлерталь (нем. Zastlertal) и юго-западнее — Визенталь.

## Климат
Средняя годовая температура приблизительно равна 3 °C, а уровень осадков составляет 2114 мм в год. Тип климата субатлантический с меньшим градиентом температуры чем в долине. Август является единственным месяцем, когда не был зафиксирован снегопад. В среднем снег идёт 175 дней в году. Ввиду открытого расположения скорость ветра может достигать 130 км/час.
Предельные зафиксированные значения:
- Наивысшая температура 27,4 °C была зафиксирована 31 июля 1983 года.
- Самая низкая температура −30,7 °C была зафиксирована 10 февраля 1956 года.
- Наибольший уровень снега в 350 см был зафиксирована 9 и 10 марта 1970 года.
- Наибольшая скорость ветра в 205,2 км/ч была зафиксирована 13 февраля 1962 года.